# Inzelt György
Inzelt György (Budapest, 1946. november 2.) Széchenyi-díjas magyar kémikus, elektrokémikus, professor emeritus, az Elektrokémiai és Elektroanalitikai Laboratórium vezetője a budapesti Eötvös Loránd Tudományegyetemen.
A hazai és a nemzetközi elektrokémia kiemelkedő személyisége. Különösen elismert a tevékenysége a vezető polimerek és más módosított elektródok területén, de jelentős eredményeket ért el az elektrokatalízis, az elektroszorpció, az elektrokémiai oszcillációk, a mikrokristályok elektrokémiája, az elektroanalitikai érzékelők, és az áramforrások különösen a tüzelőanyag-cellák innovatív kutatásával olyan módszereket használva és továbbfejlesztve, mint az elektrokémiai kvarckristály nanomérleg, az izotópos nyomjelzés, az elektrokémiai impedancia-spektroszkópia és a spektroelektrokémia. Tudománytörténeti és ismeretterjesztő munkássága is jelentős.

## Életpályája
Szülei Inzelt György (1909–1967) és Inzelt Györgyné (szül. Grünwald Erzsébet) (1910–1974). Testvére Inzelt Péter (1944–2019). Felesége Inzeltné Kovács Marianna biológus (1981), gyermekei Inzelt György Dániel (1982–2018) és Inzelt Éva Veronika (1985).
Iskoláit a Krisztina téri Általános Fiúiskolában kezdte (1953-1961), majd a Than Károly Könnyűipari Vegyészeti Technikumban tanult, ahol 1965-ben kitüntetéssel érettségizett. 1965-66-ban a Moszkvai Vegyipari Gépészeti Egyetemre járt. 1966. őszétől az Eötvös Loránd Tudományegyetem (ELTE) Természettudományi Kar (TTK) vegyész szakán folytatta a tanulmányait, ahol 1970-ben szerzett kitüntetéses vegyészdiplomát. 1972-ben kapta meg az egyetemi doktori címet summa cum laude minősítéssel. 1978-ban a kémiai tudomány kandidátusa fokozatot szerzett. 1988-ban védte meg akadémiai doktori (D. Sc.) értekezését. 1970 szeptemberétől kezdett dolgozni az ELTE TTK Fizikai Kémiai és Radiológiai tanszékén, mint gyakornok, 1972-től tanársegéd, 1978-tól adjunktus, 1983-tól docens, 1990-től egyetemi tanár. Elkötelezett oktatóként generációknak tanított elektrokémiát, e mellett fizikai kémiát, magkémiát és kémiatörténetet is. Számos TDK-ás hallgató, diplomázó és doktori hallgató témavezetője is volt.
Az ELTE Kémia doktori program alapító alprogramvezetője 1993-tól, programvezetője 1997-től, a Kémia Doktori Iskola vezetője 2001-től 2016-ig. A Kémiai Tanszékcsoport vezetője 1999 és 2005 között. Az Elektrokémiai és Elektroanalitikai Laboratórium vezetője 2006-tól. Az ELTE oktatási és tudományos rektorhelyettese 1994 és 1998 között. ELTE TTK Doktori Tanács tagja 1993-2016; ELTE Doktori Tanács elnöke 1995-1998; Országos Doktori és Habilitációs Tanács (ODHT) tagja 1994-1998; MAB plénum tagja 2007-2010. 1997-ben Széchenyi professzori ösztöndíjat, 2011-ben Szilárd Leó professzori ösztöndíjat kapott. MTA Elektrokémiai Munkabizottsága elnöke 1993-2005; MTA Fizikai-Kémiai és Szervetlen Kémiai Bizottság: titkár 1990-1992, tag 1993-2007, 2011-2016; MTA Analitikai Kémiai Bizottság: tag 1996-2002, Polányi Mihály-Díj Kuratórium: tag, 1992-2000; Pungor Ernő-Díj Kuratórium: tag 2008-2021; Tudomány- és Technikatörténeti Osztályközi Állandó Bizottság: tag 2012-, Tudomány- és Technikatörténeti Osztályközi Tudományos Bizottság tag, alelnök 2021-, MTA közgyűlés doktor képviselő 2013-2016, International Society of Electrochemistry (ISE): nemzeti titkár (1993–1998), Division 2 (“Electronically and Ionically Conducting Phases”) társelnöke (1996–2003), Division1 (Analytical Electrochemistry) elnöke (2005-2010); a Tajima Prize (2000-2003), a DeNora Prize (2006-2010), ISE Fellow Nominating Committees (2000-2003) tagja; IUPAC nemzeti képviselő (1991-2000), az Electrochemistry Commission (I/3), a Division 4 (Analitikai kémia), az Advisory Board of Division 1 (Fizikai kémiai) tagja volt, Fellow (2000).
J. Solid State Electrochemistry (Springer): Editorial Board (1998-2022), Regional Editor Europe (2003-2007), Topical Editor (2007-2022) [11]; Electrochemistry Communications (Elsevier): Editorial Board (1999-); Electrochimica Acta (Pergamon Press): Assoc. Editor (1997-2002, 2005-2007); ChemTexts (Springer) Topical Editor (2014-2021). Member of the Editorial Board of the Journal of Electrochemical Science and Engineering (2011-), Journal of the Serbian Chemical Society (2014-), member of the Honorary Board of the Russian Journal of Electrochemistry (2016-), szerkesztőbizottsági tag Magyar Kémiai Folyóirat (1992-2002).

## Munkássága
A hatvanas évek végén elektrolitoldatokban végbemenő transzportfolyamatokkal foglalkozott Erdey-Grúz Tibor irányításával. A 70-es évek közepétől Horányi György hatására érdeklődése az elektroszorpció és elektrokatalízis témaköre felé fordult (kandidátusi disszertációjának témája). Elsők között kezdett el foglalkozni az elektrokémiailag aktív polimerekkel (MTA doktori disszertációjának témája). A dinamikusan fejlődő témakör meghatározó szakértője lett, („Mechanism of charge transport in polymer modified electrodes”, in: Electroanalytical Chemistry, A. J. Bard (ed.), Vol. 18, M. Dekker, 1994; Encyclopedia of Electrochemistry 10. kötet, 9. fejezet, A. J. Bard, M. Stratmann, I. Rubinstein, J. Rusling, M. Fujihara (eds.) Wiley, 2007, „Conducting Polymers – A New Era in Electrochemistry”,Springer, 2008, 2. kiad. 2012, Electrochemical Impedance Spectroscopy for Polymer Characterization (with G. Láng) Electropolymerization S. Cosnier, A. Karyakin (eds.) Wiley-VCH, 2010, Polimerfilm-elektródok. 
A kémia újabb eredményei, Csákvári B (szerk.) 75. kötet, Akadémiai Kiadó, Budapest, 1993. Az utóbbi években szilárd anyagok és vezetőpolimer-kompozitok, elektrokémia átalakulásaival (Mikrokristályok és mikrocseppek elektrokémiája. A kémia újabb eredményei 99. Csákvári B. (szerk.) Akadémiai kiadó, Budapest, 2007), a protoncserélő membrános tüzelőanyag-cellák valamint ólomakkumulátorok fejlesztésével foglalkozik.

## Főbb tudományos eredményei
Úttörő szerepet játszott kombinált elektrokémiai és spektroszkópiai (UV–VIS–NIR, ESR) módszerek alkalmazásában, amelyek segítségével a polimerekben lejátszódó redoxifolyamatok, kémiai átalakulások mibenlétét sikerült feltárnia. Különösen sikeresnek bizonyult a radioaktív nyomjelzés és a piezoelektromos nanogravimetria alkalmazása az elektronátlépéssel párhuzamosan lejátszódó ion- és oldószertranszport folyamatok tanulmányozásában. Számos vezető polimer esetében az általa megállapított reakciómechanizmusok általánosan elfogadottá váltak. Rendkívül hatékonyan alkalmazta az elektrokémiai impedancia-spektroszkópiát elektroaktív polimerrendszerek jellemzésére. 
A hemoglobin emberi vérben való gyors, környezetbarát, a klinikai gyakorlatban is alkalmazható módszerét dolgozta ki. Megemlítendő még a módosított elektród alapú elektrokromatikus kijelzők, szenzorok (NH3) és bioszenzorok (NAD+) fejlesztése is. Az általa kifejlesztett elektrokémiai kvarckristály-nanomérleg (szabadalom 1996, az eszközt több külföldi laboratóriumban is használták), nemcsak a polimerelektródok vizsgálatában bizonyult hatékony eszköznek, hanem segítségével először sikerült kimutatni a galvanosztatikus potenciáloszcillációk során fellépő periodikus felületi tömegváltozást is. Felfedezte a platina katódos oldódását, ami nagy szerepet játszik a tüzelőanyag-cellák működése során. Feltárta a harmadik anódos hidrogéncsúcs keletkezésének körülményeit, kimutatta és értelmezte kationok specifikus adszorpcióját platinán. A saját készítésű tüzelőanyag-cellával felszerelt járművük az alternatív járművek IV. és V. Széchenyi futamán (2009, 2010) I. helyezést ért el a prototípus kategóriában, elnyerte a leginnovatívabb jármű díját és 2009-ben a Honda különdíját is. A területen három szabadalmat jegyez.
Szaktudományos közleményeinek száma több mint 240. 8 könyv, 4 egyetemi jegyzet és 15 könyvfejezet szerzője. Közleményeire több mint 7800 hivatkozás történt. Hirsch indexe: 44. Közleményeire több mint 9460 (Google Scholar), 7225 hivatkozás (mtmt2) történt. Hirsch indexe: 47.
Nemzetközi konferenciák meghívott előadója, szervezője. 1999-ben jelent meg „Az elektrokémia korszerű elmélete és módszerei” című kétkötetes tankönyve. Jelentős a kémia népszerűsítése érdekében végzett, illetve kémiatörténeti munkássága is, amelyet hazai és nemzetközi folyóiratokban megjelent cikkek, könyvfejezetek sora mellett négy könyv is tanúsít. 
Egyik szerkesztője és 155 címszó szerzője az Electrochemical Dictionary A. J. Bard, G. Inzelt, F. Scholz (eds.) Springer, 2008, 2. kiad. 2012 című úttörő munkának. További könyvfejezetei: Electroanalytical Methods F. Scholz (ed.) I.3, II.4, II. 10, IV.1. fejezet, Springer, 2002, 2010, Binom, Moszkva, 2006; Encyclopedia of Electrochemistry A.J. Bard, M. Stratmann, F. Scholz, Ch. Pickett (eds.), Wiley-VCH, Vol. 7. 1, 2, 7.2, 18. fejezet, 2006, Encyclopedia of Applied Electrochemistry G. Kreysa; K. I. Ota; R.F. Savinell (eds.) 3 címszó, Springer, 2014; Handbook of Reference Electrodes G. Inzelt, A. Lewenstam, F. Scholz (eds.) 1, 14. fejezet Springer, 2013;
Kalandozások a kémia múltjában és jelenében (Kémiai esszék). Vince Kiadó, Budapest, 2003;
Vegykonyhájában szintén megteszi (A kémiáról és más dolgokról) Akadémiai Kiadó, Budapest, 2006; A tizenkét legnagyobb orosz, G. Szvák (szerk.) Dmitrij Ivanovics Mengyelejev. Russica Pannonicana, 2009., orosz kiadás: 2012; „Bámulattal szemléljük a testek önsugárzását…” Az atomkorszak magyar úttörői (Radnóti K.-nal) Szemelvények a nukleáris tudomány történetéből, Gondolkodók, gondolatok, eredmények. Vértes A. (szerk.)., Akadémiai Kiadó, Budapest, 2009; Mély kútforrása a bölcsességnek, Vegyészek és vegyületek, Esszék a természettudomány világából. L’Harmattan Kiadó, Budapest, 2012; Hungarian Comets in the Sky of Electrochemistry In Electrochemistry in a Divided World. Innovations in Eastern Europe in the 20th Century, (F. Scholz (ed.) Springer, 2015; Természettudomány háborúban és békeidőben, Kémikusok, találmányok, felfedezések. Typotex, 2020.

## Díjai, elismerései
- Kitűnő tanuló érem (1965)
- Tűzbiztonsági érem bronz fokozata (1985)
- Kiváló munkáért kitüntető jelvény (1987)
- ELTE TTK Tudományos Díj (1991)
- Pro Universitate (ELTE) (1997)
- Széchenyi professzori ösztöndíj (1997)
- Doctor et Professor Honoris et Causa, Babes-Bolyai Egyetem, Kolozsvár (2000)[12]
- Polányi Mihály–díj (2004)[13]
- Akadémiai Kiadó Nívódíj (2007)
- A Magyar Köztársasági Érdemrend lovagkeresztje (2007)[13]
- ISE (International Society of Electrochemistry) Fellow (2009)[5]
- A Journal of Solid State Electrochemistry (Springer) Festschrift: „György Inzelt – a tribute on the occasion of his 65th birthday” (2011) (11-12)[14]
- Széchenyi-díj (2011)[15]
- Szilárd Leó Professzori Ösztöndíj (2011)[16]
- ELTE Eötvös gyűrű (2016)[17]
- MTA Eötvös József-koszorú (2022)[18]

## Válogatott publikációi
- T. Erdey-Grúz, G. Inzelt, P. Fodor-Csányi: Self-diffusion coefficients of water in methanol-water mixtures. Acta Chim. Acad. Sci. Hung. 77: 173-178 (1973)
- G. Horányi, G. Inzelt: Periodical changes in the adsorption of chloride ions accompanying the potential oscillations produced in the course of galvanostatic electrooxidation. J. Electroanal. Chemistry 87: 423-427 (1978)
- G. Inzelt, E. Szetey: Oxidation of oxalic acid on a platinum electrode. Acta Chim. Acad. Sci. Hung. 107: 269-284 (1981)
- G. Inzelt, R. W. Day, J. F. Kinstle, J. Q. Chambers: Electrochemistry and electron spin resonance of tetracyanoquinodimethane modified electrodes. Evidence for mixed-valence radical anions in the reduction process. J. Physical Chemistry 87: 4592-4598 (1983)
- G. Inzelt, R. W. Day, J. F. Kinstle, J. Q. Chambers: Spectroelectrochemistry of tetracyanoquinodimethane modified electrodes. J. Electroanal. Chemistry 161: 147-161 (1984)
- G. Inzelt, J. Q. Chambers, J. F. Kinstle, R. W. Day: Protonation equilibria and charge transport in electroactive tetracyanoquinodimethane polymer films. J. Am. Chem. Soc. 106: 3396-3401 (1984)
- G. Inzelt, G. Horányi: Combined cyclic voltammetric and radiometric study of polymer film electrodes. J. Electroanal. Chemistry 200: 405-410 (1986)
- G. Inzelt, J. Q. Chambers, J. Bácskai, R. W. Day: The effect of the counter ion concentration on the electrochemistry of tetracyanoquinodimethane polymer film electrodes. J. Electroanal. Chemistry 201: 301-314 (1986)
- G. Inzelt, L. Szabó: The effect of the nature and the concentration of counter ions on the electrochemistry of poly(vinylferrocene) polymer film electrodes. Electrochimica Acta 31: 1381-1387 (1986)
- G. Inzelt, G. Horányi, J. Q. Chambers: Radiotracer study of the sorption of counter- and co-ions in tetracyanoquinodimethane and poly(vinylferrocene) modified electrodes. Electrochimica Acta 32: 757-763 (1987)
- G. Inzelt: The role of the polymeric properties in the electrochemical behaviour of redox polymer-modified electrodes. Electrochimica Acta 34: 83-91 (1989).
- G. Inzelt, G. Horányi: Some problems connected with the study and evaluation of the effect of pH and electrolyte concentration on the behaviour of polyaniline film electrodes. Electrochimica Acta 35: 27-34 (1990)
- G. Inzelt: Temperature dependence of the voltammetric response of polyaniline film electrodes. J. Electroanal. Chemistry 279: 169-178 (1990)
- G. Inzelt: Quartz crystal microbalance study of the sorption of ions and solvent molecules in poly(tetracyanoquinodimethane) electrodes. J. Electroanal. Chemistry 287: 171-177 (1990)
- G. Láng, G. Inzelt: Some problems connected with impedance analysis of polymer film electrodes. Effect of the film thickness and the thickness distribution.v Electrochimica Acta 36: 847-854 (1991)
- G. Inzelt, J. Bácskai: Combined electrochemical and quartz crystal microbalance study on the temperature dependence of the ion and solvent sorption in electroactive polymer films on electrodes. J. Electroanal. Chemistry 308: 255-267 (1991)
- J. Bácskai, V. Kertész, G. Inzelt: An electrochemical quartz crystal microbalance study of the influence of pH and solution composition on the electrochemical behaviour of poly(aniline) films. Electrochimica Acta 38: 393-397 (1993)
- G. Inzelt: Oscillations of the EQCM frequency response in the course of open-circuit copper dissolution is aqueous solutions of H2SO4 and CuSO4. J. Electroanal. Chemistry 348: 465-471 (1993)
- G. Inzelt, V. Kertész, G. Láng: Simultaneous oscillations of the surface mass and potential in the course of the galvanostatic oxidation of 2-propanol. J. Physical Chemistry 97: 6104-6106 (1993)
- G. Inzelt, V. Kertész: Experimental evidence for the periodical changes of the amount of chemisorbed species accompanying the potential oscillations produced in the course of galvanostatic oxidation of formic acid on platinum. Electrochimica Acta 38: 2385-2386 (1993)
- G. Inzelt, G. Láng, V. Kertész, J. Bácskai: Effect of the temperature on the conductivity and capacitance of poly(aniline) film electrodes. Electrochimica Acta 38: 2503-2510 (1993)
- G. Inzelt, G. Láng: Model dependence and reliability of the electrochemical quantities derived from the measured impedance spectra of polymer modified electrodes. J. Electroanal. Chemistry 378: 39-49 (1994)
- G. Inzelt, V. Kertész: Enhanced frequency oscillations accompanying galvanostatic potential oscillations at Pt electrode in Cu2+-formic acid systems. Electrochimica Acta 40: 221-225 (1995)
- J. Bácskai, K. Martinusz, E. Czirók, G. Inzelt, P.J. Kulesza, M. A. Malik: Polynuclear nickel hexacyanoferrates: monitoring of film growth and hydrated countercation flux/storage during redox reactions. J. Electroanal. Chemistry 385: 241-248 (1995)
- V. Kertész, G. Inzelt, C. Barbero, R. Kötz, O. Haas: Probe beam deflection studies on electrochemical oscillations during galvanostatic oxidation of formic acid at a platinum electrode. J. Electroanal. Chemistry 392: 91-95 (1995)
- V. Kertész, J. Bácskai, G. Inzelt: Monitoring of formation and redox transformations of poly(methylene blue) films using an electrochemical quartz crystal microbalance. Electrochimica Acta 41: 2877-2881 (1996)
- G. Inzelt, V. Kertész: Effect of poly(aniline) pseudocapacitance on potential and EQCM frequency oscillations arising in the course of galvanostatic oxidation of formic acid on platinum. Electrochimica Acta 42: 229-235 (1997)
- S. Pruneanu, E. Csahók, V. Kertész, G. Inzelt: Electrochemical quartz crystal microbalance study of the influence of solution composition on the behaviour of poly(aniline) electrodes. Electrochimica Acta 43: 2305-2323 (1998)
- E. Csahók, E. Vieil, G. Inzelt: Optical beam deflection study of the transport of ions during the redox reaction of indium-hexacyanoferrate films. J. Electroanal. Chemistry 457: 251-255 (1998)
- G. Láng, G. Inzelt: An advanced model of the impedance of polymer film electrodes.v Electrochimica Acta 44: 2037-2051 (1999)
- C. M. A. Brett, G. Inzelt, V. Kertesz: Poly(methylene) blue modified electrode sensor for hemoglobin. Anal. Chim. Acta, 385: 119-123 (1999)
- M. A. Vorotyntsev, J.-P. Badiali, G. Inzelt: Electrochemical impedance spectroscopy of thin films with two mobile charge carriers: Effects of the interfacial charging. J. Electroanal. Chemistry 472: 7-19 (1999)
- G. Inzelt, V. Kertesz, A.-S. Nyback: Electrochemical quartz crystal microbalance study of the ion transport accompanying the charging/discharging of poly(pyrrole) films. J. Solid State Electrochemistry 3 (5): 251-257 (1999)
- G. Inzelt, M. Pineri, J. W. Schultze, M.A. Vorotyntsev: Electron and proton conducting polymers. Electrochimica Acta 45: 2403-2421 (2000)
- G. Inzelt: Simultaneous chronoamperometic and quartz crystal microbalance studies of redox transformations of polyaniline film. Electrochimica Acta, 45: 3865-3876 (2000)
- G. Inzelt, G. Horányi: On the alloy formation in the course of UPD of Cd on gold. J. Electroanal. Chemistry 491: 111-116 (2000)
- G. Harsányi, G.Inzelt: Comparing migratory resistive short formation abilities of conductor systems in advance interconnected systems. Microelectronics Reliability 41: 229-237 (2001)
- A. Gergely, G. Inzelt: Electropolymerization of 3-methylthiophene at liquid 3-methylthiophene/aqueous solution/graphite three-phase junction. Electrochemistry Communications 3: 753-757 (2001)
- G. Inzelt: Formation and redox behaviour of polycarbazole prepared by electropolymerization of solid carbazole crystals immobilized on an electrode surface. J. Solid State Electrochemistry 7: 503-510 (2003)
- G. Inzelt, Z. Puskás: Electrochemical quartz crystal microbalance study on the redox transformations of ruthenium(III)trichloride microcrystals attached to a gold electrode. Electrochemistry Communications 6: 805-811 (2004)
- R. P. Buck, E. Lindner, W. Kutner, G. Inzelt: Piezoelectric chemical sensors. Pure & Appl. Chemistry 76: 1139-1160 (2004)
- G. Inzelt: Einstein and the osmotic theory. J. Solid State Electrochem. 10: 1008-1011 (2006)
- G. Inzelt: Michael Polányi (1891-1976), the electrochemist. Russian J. Electrochemistry: 42: 109-110 (2006)
- A. Róka, I. Varga, G. Inzelt: Electrodeposition and dissolution of yttrium-hexacyanoferrate layers. Electrochimica Acta 51:6243-6250 (2006)
- G. Inzelt, K. Németh, A. Róka: Electrochemical quartz crystal microbalance study of redox transformations of TCNQ microcrystals in concentrated LiCl solutions. Electrochimica Acta 52: 4015-4023 (2007)
- I. Ciglenecki, E. Bura-Nakic, G. Inzelt: Voltammetry as an alternative tool for trace metal detection in peloid marine sediments. Electroanalysis 19: 1437-1445 (2007)
- Á. Kriston, G. Inzelt: Estimation of the characteristic parameters of Proton Exchange Membrane Fuel Cells under operating condition. J. Appl. Electrochemistry 38: 415-424 (2008)
- E. Bura-Nakic, A. Róka, I. Ciglenecki, G. Inzelt: Electrochemical quartz crystal microbalance study of FeS particles attached to Au surface. Electroanalysis 21: 1699-1708 (2009)
- Á. Kriston, G. Inzelt, I. Faragó, T. Szabó: Simulation of the transient behavior of fuel cells by using operator splitting techniques for real-time applications. Computers and Chemical Engineering 34: 339-348 (2010)
- S. Sopsic, M. Kraljic-Rokovic, Z. Mandic, G. Inzelt: Preparation and characterization of RuO2/polyaniline composite electrodes. J. Solid State Electrochemistry 14: 2021-2026 (2010)
- G. Inzelt, B. B. Berkes, Á. Kriston: Temperature dependence of two types of dissolution of platinum in acid media. An electrochemical nanogravimetric study. Electrochimica Acta 55: 4742-4749 (2010)
- B.B. Berkes, A. Székely, G. Inzelt: Effect of Cs+ ions on the electrochemical nanogravimetric response of platinum electrode in acid media. Electrochemistry Communications 12: 1095-1098 (2010)
- G. Inzelt: Milestones of the development of kinetics of electrode reactions. J. Solid State Electrochemistry 15: 1373-1389 (2011)
- G. Inzelt: Rise and rise of conducting polymers. J. Solid State Electrochemistry 15: 1711-1718 (2011)
- B.B. Berkes, G. Inzelt, W. Schuhmann, A. S. Bondarenko: Influence of Cs+ and Na+ on specific adsorption of *OH, *O and *H at platinum in acidic sulfuric media. J. Physical Chemistry C 116: 10995-11003 (2012)
- B. B. Berkes, G. Inzelt: Generation and electrochemical nanogravimetric response of the third anodic hydrogen peak on a platinum electrode in sulfuric acid media. J. Solid State Electrochemistry 18: 1239-1249 (2014)
- B. B. Berkes, G. Inzelt: Electrochemical nanogravimetric studies on the electropolymerization of indole and on polyindole. Electrochimica Acta 122: 11-15 (2014)
- B. B. Berkes, S. Vesztergom, G. Inzelt: Combination of nanogravimetry and visible spectroscopy: A tool for the better understanding of electrochemical processes. J. Electroanalytical Chemistry 719: 41–46 (2014)
- G. Inzelt, A. Róka: Cyclic voltammetric and nanogravimetric studies of NADP+ redox transformations on a yeast-modified platinum electrode. Electrochemistry Communications 45: 9-12 (2014)
- C. E. Moore, G. Inzelt: Electrochemical nanogravimetric study on the sorption processes occurring in multiwalled carbon nanotube layers immobilized on a gold surface. J. Solid State Electrochemistry 19: 45–56 (2015)
- K. Borsos, G. Inzelt: Electrochemical and nanogravimetric studies of poly(copper phthalocyanine) microparticles immobilized on gold in aqueous solutions. J. Solid State Electrochemistry 19: 2565–2577 (2015)
- B. B. Berkes, A. S. Bandarenka, G. Inzelt: Electropolymerization: Further insight into the formation of conducting polyindole thin films. J Physical Chemistry C – Nanomaterials and Interfaces 119: 1996-2003 (2015)
- G. Inzelt: Recent advances in the field of conducting polymers. J. Solid State Electrochemistry 21:1965–1975 (2017)
- B. Broda, G. Inzelt: Internal resistance and temperature change during over-discharge of lead-acid battery. J. Electrochem. Sci. Eng. 8: 129–139 (2018)
- B. Broda, G. Inzelt: Investigations of the electrochemical behavior of lead dioxide in aqueous sulfuric acid solutions by using the in situ EQCM technique. J. Solid State Electrochemistry 24: 1-10 (2020)
- G. Inzelt: Loose building blocks in the edifice of electrochemistry in a historical perspective and their impact on the teaching. J. of Solid State Electrochemistry 28: 1171–1189 (2024)

## Válogatás kiadványokból, interjúkból
- 1. MTI Ki Kicsoda 2006, Magyar Távirati Iroda Zrt., Budapest 2005, 771. old. ISSN 1787-288X
- 2. Révai Új Lexikona, Babits Kiadó, Szekszárd, 2007, Hom-Kac kötet, 469. old, ISBN 963 9015 17 2
- 3. MTA Magyar Tudományos Művek Tára[19]
- 4. Intézetünk oktatói a világ legsikeresebb kutatói között.[20]
- 5. Tétékás Nyúz, 2007. április 11. Mécs A.: Egy igazi polihisztor[21]